# Miley Cyrus
Miley Ray Cyrus (přechýleně Cyrusová, rodným jménem Destiny Hope Cyrus; * 23. listopadu 1992 Franklin, Tennessee) je americká herečka, zpěvačka a textařka. Je známá hlavně díky účinkování v seriálu Disney Channel Hannah Montana. V návaznosti na seriál byl v říjnu 2006 vydán soundtrack, v němž nazpívala 8 písní. Sólovou hudební kariéru zahájila v roce 2007 vydáním alba Meet Miley Cyrus, obsahující její první Top 10 singl „See You Again“. Druhé album, Breakout z roku 2008, se stalo prvním bez vztahu k Hannah Montaně. Obě desky vystoupaly na první místo Billboard 200. 
V roce 2008 účinkovala ve filmu Hannah Montana a Miley Cyrus: To nejlepší z obou světů. Dabovala postavu Penny ve filmu Bolt a nahrála píseň „I Thought I Lost You“, za kterou byla nominována na Zlatý glóbus. Poté účinkovala ve filmu inspirovaném seriálem Hannah Montana: The Movie (2009). V roce 2008 ji časopis Time zařadil mezi 100 nejvlivnějších lidí světa. Časopis Forbes jí udělil 35. místo v žebříčku „Celebrity 100“ s výdělkem 25 miliónů dolarů v roce 2008.

## Osobní život
Narodila se v Nashvillu v Tennessee 23. listopadu 1992 Leticii „Tish“ (rozené Finleyové) a country zpěvákovi Billovi Rayovi Cyrusovým jako Destiny Hope Cyrus. Z její původní přezdívky „Smiley“, vzniklo později Miley. Má 5 sourozenců. Její starší sourozenci Trace a Brandi jsou děti Tish z jejího předchozího vztahu, které byly adoptovány Billy Rayem, když byly velmi mladé. Trace je zpěvák a kytarista elektro-rockové skupiny Metro Station, zatímco Brandi hraje na kytaru na koncertech Miley a založila kapelu spolu s Megan Park, hvězdou z The Secret Life of American Teenager. Má také staršího nevlastního bratra, Christophera Codyho, z otcova předchozího vztahu, dále má mladšího bratra Braisona a mladší sestru Noah, která je také herečkou. Jedná se o vnučku politika Rona Cyruse.
Rodiče jí dali jméno Destiny Hope, protože věřili, že by mohla dokázat velké věci. Později dostala přezdívku „Smiley“, protože se jako malá stále smála. Navštěvovala Heritage Middle School, kde byla roztleskávačkou. Navštěvovala školu Options For Youth, kde se učila se svým soukromým učitelem. Vyrostla na farmě svých rodičů mimo Nashville, kde navštěvovala kostel The People's Church.
V roce 2005 začala Cyrus chodit s Nickem Jonasem z Jonas Brothers. „Byla jsem najednou beznadějně zamilovaná, jako by se zastavil celý svět. Na ničem jiném nezáleželo“ uvedla Cyrus. V průběhu jejich vztahu také řekla „Je zábava sledovat jak se průběhem času náš vztah vyvíjí. Bylo mi 13 let, když jsem se do něho zamilovala. Teď je mi 15 a pořád se cítím stejně zamilovaně“. Napsala o něm všechny písně na albu Meet Miley Cyrus z roku 2007. 19. prosince 2007 se pár rozešel. Na album Breakout o něm napsala píseň 7 Thing (I Hate about You).
V roce 2008 chvíli chodila s Carterem Jenkinsem. Potom v letech 2008–2009 chodila s modelem Justinem Gastonem.
V roce 2009 se na chvíli vrátila k Nickovi Jonasovi, ale po čase se opět rozešli.
V roce 2009 se na natáčení filmu Poslední píseň dala dohromady s australským hercem Liamem Hemsworthem. Liam si pak zahrál i v jejím videoklipu k této písni. V roce 2010 se ale rozešli a již ke konci toho roku 2010 pár oznámil, že bez sebe nemohou být, tak se dali opět dohromady. „Jsem opravdu zamilovaná, není na tom nic k smíchu. Opravdu ho miluju,“ uvedla Miley v roce 2012. 31. května 2012 se spolu zasnoubili. Již roku 2013 ale bylo zasnoubení zrušeno. Roku 2016 začala Cyrus znovu nosit snubní prsten a po spekulacích médií skutečně potvrdila, že s Hemsworthem znovu chodí.
Miley a Liam si 23. prosince 2018 řekli „ano“ během soukromého svatebního obřadu ve Franklinu, Tennessee. Dokonce si i oficiálně vzala jeho jméno. V srpnu 2019 oznámili rozchod.
Ve věku 14 let oznámila rodičům, že je bisexuální, resp. pansexuální. Později veřejně uvedla, že se nikdy nechtěla nálepkovat a že je připravená milovat toho, kdo ji bude milovat takovou, jaká je. V červnu 2015 o ní časopis Time referoval jako o genderfluidní. Pro magazín Paper v té době uvedla, že se ona sama neváže na to být klukem nebo holkou a že ani od svého partnera nic takového nepožaduje.

## Kariéra

### 2001–2005: Počáteční kariéra

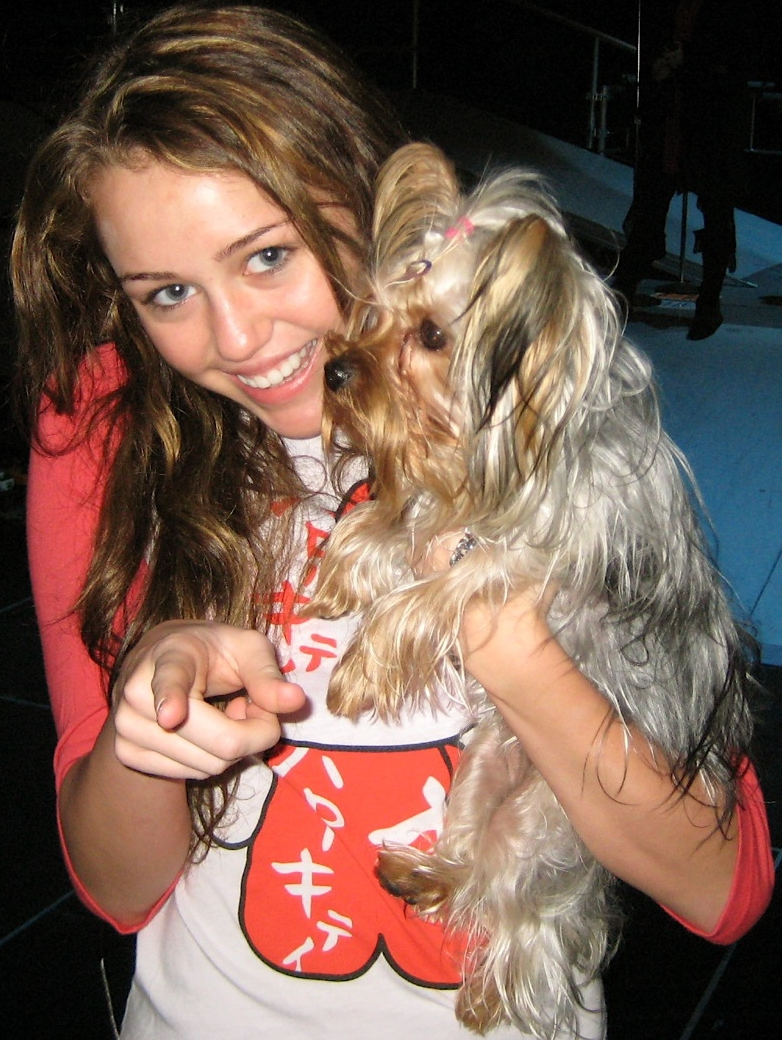
Miley Cyrus se svým psem

Její počáteční kariéra probíhala ve znamení malých rolí. V devíti letech se rozhodla pro kariéru v herectví. Během čtyřletého života rodiny v Torontu brala lekce herectví v Armstrong Acting Studiu. Její první herecká role byla malá hostující hvězda v TV sériích svého otce, Doc, kde hrála dívku jménem Kylie. V roce 2003 hrála „malou Ruthie“ ve filmu Tima Burtona, Big Fish a v titulcích byla zapsána svým rodným jménem.
Začala konkurzem na roli „nejlepší kamarádky“ v Disney seriálu o „tajné popové hvězdě“, když jí bylo dvanáct. Ale vedení Disney Channel ji považovalo za příliš mladou. Nicméně, Miley byla vytrvalá ve snaze stát se součástí série, a tak ji Disney opět pozval ke konkurzu. Nakonec se ucházela o protagonistku Chloe Stewart, která byla následně změněná na její jméno (Miley Stewartová). Podle prezidenta Disney Channel Garyho Marshe byla vybrána pro její energický a živý výkon, a protože byla vnímána jako člověk, který „miluje každou minutu života“ s každodenní podobností s Hilary Duffovou a na jevišti působící jako Shania Twain. Strávila několik let ve snaze přijít na to, jak se zbavit svého jižanského přízvuku, ale později to Disney začlenil do příběhu. Přivedla na konkurz svého otce, Billyho Raye Cyruse, na roli otce hlavní hrdinky. Show se zaměřuje na dospívání a současně se také věnuje i tajné identitě popové hvězdy.

### 2006 – červen 2008: Hannah Montana

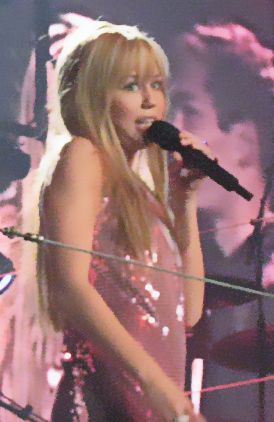
Miley Cyrus zpívá jako Hannah Montana během Best of Both Worlds Tour.

Hannah Montana ve Spojených státech, poprvé vysílaná 24. března 2006, byla vysoce hodnoceným hitem, se sledovaností o průměru 4 miliónů diváků na epizodu. Účast v seriálu jí umožnila stát se velmi populární mezi dětmi a dospívajícím publikem a započít svou úspěšnou kariéru v hudbě. 4. dubna 2006 debutovala jako zpěvačka, když bylo vydána čtvrtá edice DisneyMania. Zpívala předělávku „Zip-a-Dee-Doo-Dah“ od Jamese Basketta, který byl použit v animovaném filmu z roku 1946, Song of the South. Později Walt Disney vydal první Hannah Montana soundtrack, 24. října 2006. Soundtrack obsahoval osm písní, které nazpívala jako Hannah Montana a jeden, který nazpívala jako Miley Cyrus, společně s otcem, Billy Rayem Cyrusem. Album debutovalo na 1. místě na US Billboard 200 prodejem 281 000 kopií v prvním týdnu, předčilo například takové umělce jako je rocková skupina My Chemical Romance, a zůstalo tam po několik týdnů. Bylo to osmé nejprodávanější album v USA v roce 2008, prodaly se téměř 2 milióny kopií. Album bylo následně opětovně vydáno ve dvou „speciálních“ edicích – Holiday Edition obsahující předělávku písně „Rockin Around Christmas Tree“ a Special Edition obsahující píseň „Nobody Perfect“, která se poprvé objevila na albu Disney Channel Holiday v roce 2007. Miley také vystupovala jako předskokan na turné The Cheetah Girls, vystupujících v 39 městech. Rovněž nazpívala remake klasické Disney písně „Part of Your World“ pro pátou edici DisneyMania.
Dne 26. června 2007 vydala dvojalbum Hannah Montana: Meet Miley Cyrus. První disk sloužil jako druhý soundtrack Hannah Montana, zatímco druhý disk bylo její první debutové album, vydané pod jejím jménem. Album debutovalo na 1. místě Billboard 200 a prodalo se 326 000 kopií a v prvním týdnu se prodávalo rychleji než předchozí soundtrack. Díky prodejní síle svátků se album v prosinci vrátilo a zůstalo v top 10 v Billboard 200. V tomto období se prodalo více než 700 000 kopií. Alba se v USA prodalo více než 3 milióny kopií a získalo tak tři platinové certifikáty RIAA. Pět písní z alba se objevilo na Billboard Hot 100, píseň „See You Again“, umístěná na 10. místě, se stala její první písní, která se dostala do první desítky tohoto žebříčku.
Miley měla také krátký výstup v High School Musical 2, kde ztvárnila „dívku u bazénu“ a hostovala jako dabérka postavy Yatta v Disney Channel produkovaném The Emperor's New School. Poté představovala sama sebe i seriálový charakter Hannu Montanu v severoamerické Best of Both Worlds Tour s celkem 69 koncerty, z toho 14 nebylo původně v plánu. Jonas Brothers dělali předskokany po většinu turné. Vstupenky na každý den byly vyprodané v rekordně krátké době, což zapříčinilo zklamání mnoha fanoušků. Turné bylo natočeno společností Disney a uvedeno do kin v 3-D podobě. Film vynesl 8 651 758 dolarů v den premiéry a skvělé výsledky pokračovaly následujícím víkendem kdy vydělal 31 117 834 dolarů, což je nejvyšší částka, kterou kdy vydělal 3D film za premiérový víkend. Dne 26. července 2008 byl film uveden na Disney Channel. Poté Walt Disney Records/Hollywood Records vydal live album z nahrávek pořízených během turné. Obsahuje sedm písní které Miley zpívá jako Hanna Montana a stejný počet písní vlastních. Album se umístilo na 3. místě v US Billboard 200.

### Červen 2008–2009

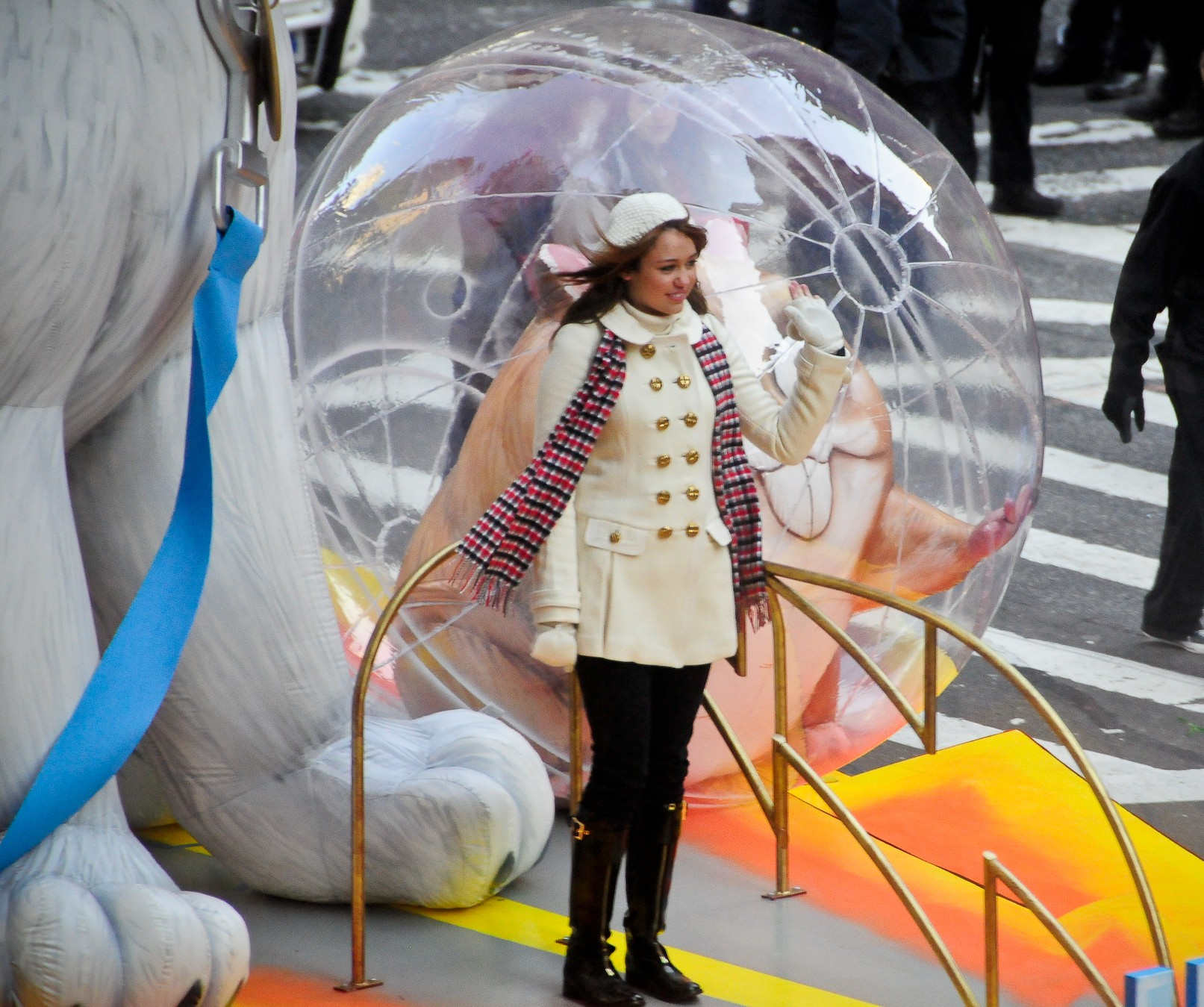
Miley Cyrus při vystoupení na Macy's Thanksgiving Day Parade.

Se svým otcem vystoupila Miley v dubnu 2008 na CMT Music Awards. Vystoupila též na Teen Choice Awards.
V červenci 2008 vydala své druhé studiové album Breakout. Řekla, že Breakout bylo inspirováno tím, co se v jejím životě událo za poslední rok. Spolupracovala na všech písních z alba, s výjimkou dvou skladeb. „Skládání písní je to, co chci dělat do konce života, [...] Jen doufám, že toto, více než cokoliv jiného, ukáže, že jsem skladatelka.“ Album debutovalo na 1. místě US Billboard 200 chart v prvním týdnu, když za tu dobu bylo prodáno 371 000 kopií. „7 Things“ je první singl z Breakout, který byl samostatně vydán. Debutoval na 84. místě Billboard Hot 100. Dva týdny po vydání se vyšplhal ze 70. místa na 9. místo.
Miley Cyrus propůjčila svůj hlas Penny, postavě z animovaného celovečerního filmu Bolt, který vypráví o cestě psa zpět za svou majitelkou. Film měl premiéru 21. listopadu 2008. S tržbami 26 miliónů dolarů během prvního víkendu se film umístil na 3. místě za filmy Twilight sága: Stmívání a Quantum of Solace. Během druhého víkendu postoupil na 2. místo za filmem Čtvery Vánoce s 1,4% nárůstem tržeb. Film vydělal 113 mil. dolarů v Kanadě a USA, po celém světě přes 300 mil. dolarů. Podílela se na tvorbě a nahrávce jedné ze dvou originálních skladeb z filmového soundtracku. Píseň nazpívala s další hvězdou, Johnem Travoltou. Jmenovala se „I Thought I Lost You“ a později byla nominována na cenu Zlatý glóbus za nejlepší originální píseň. Miley si poté zahrála hlavní roli ve filmu Hannah Montana: The Movie, inspirovaném seriálem, který měl premiéru 10. dubna 2009. Film se zaměřuje na hlavní postavu, Miley Stewart, která se ve snaze najít své kořeny rozhoduje mezi dvěma světy, svým a Hannou Montanou. Film byl kritiky posouzen výborně a po celém světě vydělal skoro 153 milionů dolarů. Singl „The Climb“ z filmového soundtracku se stal číslem 4 na Billboard Hot 100 a ve své době tak byl nejlepším umístěním Miley Cyrus v tomto žebříčku, předstihl i „See You Again“ a „7 Things“ s umístěním na 10. a 9. místě. Filmový soundtrack se umístil na třetí příčce Billboard 200 a získal jeden platinový certifikát RIAA.

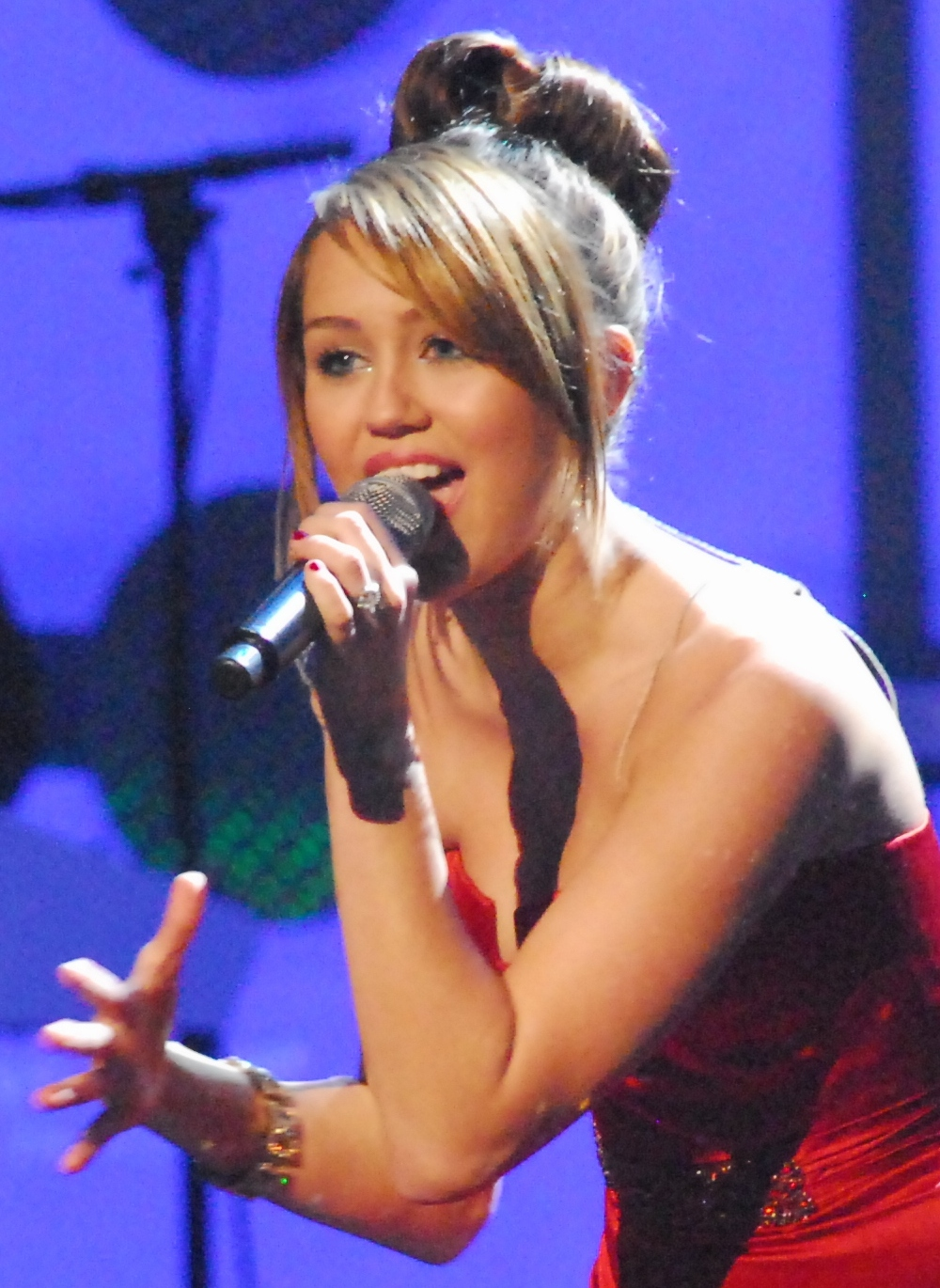

V červnu 2009 vyměnila agenturu United Talent Agency, která ji představovala jako televizní a filmovou herečku, za Creative Artists Agency, která ji již představovala jako hudebnici. Rovněž v červnu začala natáčet film The Last Song, založený na románu Nicholase Sparkse. Miley zde hraje vzpurnou dospívající dívku, která tráví léto s odcizeným otcem v jeho domě na pláži. Film měl premiéru v roce 2010. Jedním z hlavních poslání filmu byla snaha představit Miley starším divákům. Později nahrála píseň s Jonas Brothers „Before The Storm“ pro jejich čtvrté studiové album „Lines, Vines and Trying Times“. Také vydala další soundtrack Hannah Montana (pro třetí sezónu), s názvem Hannah Montana Season 3. Vyšel 7. července 2009, přinesl jí první Top 10 jako „Hannah“ a celkově 4. místo s písní „He Could Be The One.“
Píseň „Party in the USA“ byla oficiálně zveřejněna v rádiích 29. července 2009. Píseň je z exklusivního Wal-Mart EP s názvem The Times of Our Lives, který bylo vydáno 31. srpna 2009. Vydání sloužilo jako podpora pro kolekci oblečení, kterou vytvořila Miley společně s Maxem Azriou. Píseň se umístila na 1. místě v Hot Digital Songs s 226 tisíci placenými staženími (Miley se tak stala nejmladším umělcem v čele této tabulky) a poté debutovala na Billboard 100 2. místem a předstihla tak i již zmíněný „The Climb“, který se umístil nejlépe na 4. místě. Podělila se tak s Black Eyed Peas o nejlépe umístěný debut roku 2009. Byl to také nejlépe umístěný debut sólové umělkyně hned za debutem písně „Inside Your Heaven“ od Carrie Underwoodové z roku 2005, která se umístila na 1. místě.

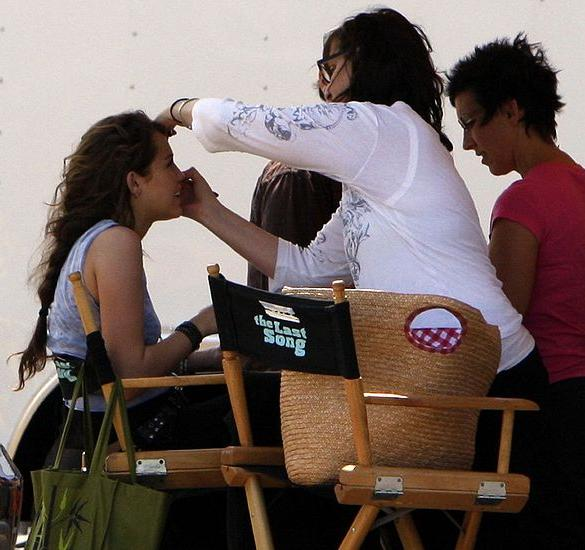
Během natáčení filmu The Last Song

V roce 2009 oznámila své nové turné s názvem 2009 North American Tour. Turné začalo 14. září 2009 v Portlandu ve státě Oregon s plánovaným časovým rozpětím 45 dnů a koncerty po celé Severní Americe. Nakonec byly oznámeny další termíny pro Spojené království a Irsko a turné se přejmenovalo na 2009/2010 World Tour a následně na Wonder World Tour. Turné zahrnovalo kapelu Metro Station jako předskokany. Vstupenky bylo možné zakoupit od 13. června 2009 pro USA a od 12. června 2009 pro Spojené království a Irsko. Na počátku prosince 2009 Miley zazpívala své hity „See You Again“, „The Climb“ a „Party in the USA“ na 95.8 Capital FM Jingle Bell Ball v londýnské O2 aréně. Dne 7. prosince 2009 Miley zpívala pro anglickou královnu Alžbětu II. a mnoho dalších členů britské královské rodiny v Royal Variety Performance v Blackpoolu, v severozápadní Anglii, spolu s další americkou zpěvačkou Lady GaGa. V prosinci Timbaland vydal své album Shock Value II., pro které spolu s Miley nahrál píseň s názvem „We Belong To The Music“. Skladatelé písně The Climb, Jessi Alexander a Jon Mabe, byli nominováni na cenu Grammy za nejlepší píseň napsanou pro film, televizi nebo jiná vizuální média na 52. udílení cen Grammy Awards. Nicméně píseň The Climb byla nakonec vyškrtnuta na žádost Walt Disney Records. Miley se umístila na 4. místě na Billboard Top, konkrétně v žebříčku „Top umělkyně roku 2009“ nad Britney Spears a Kelly Clarkson. K filmu The Last Song, kde hrála, nazpívala i dvě písně – „When I Look At You“ a „I Hope You Find It“. Tyto dvě písně nechybí v oficiálním soundtracku k filmu. Píseň When I Look At You se stala velkým hitem i na albu The Time Of Our Lives.

### 2010: Can't Be Tamed, zaměření na filmovou kariéru
Výroba čtvrté a zároveň poslední sezóny Hannah Montany začala 18. ledna 2010. V rámci pomoci po zemětřesení na Haiti v lednu 2010 se Miley zúčastnila nahrávání remaků songů „We Are The World:25 For Haiti“ a „Everybody Hurts“. Její třetí studiové album Can't Be Tamed bylo vydáno 21. června 2010. Titulní skladba nesla název „Can't Be Tamed“. Singl byl vydán 18. května a debutoval v Billboard Hot 100 na 8. místě. Kostýmy a pohyby jsou podstatně více provokativní než v minulosti, stávají se terčem mediální kritiky. Po vydání alba si Miley dává pauzu od hudby. Chce se více zaměřit na filmovou kariéru. Miley se také rozhodla odložit přihlášku na vysokou školu – prohlásila: „Pevně věřím, že na školu se můžete vrátit kdykoliv chcete, protože moje babička šla na vysokou školu až v 62 letech. Pracovala jsem tvrdě na tom, abych se dostala na místo, kde teď jsem. Nechci se toho vzdát, chci si to užívat.“

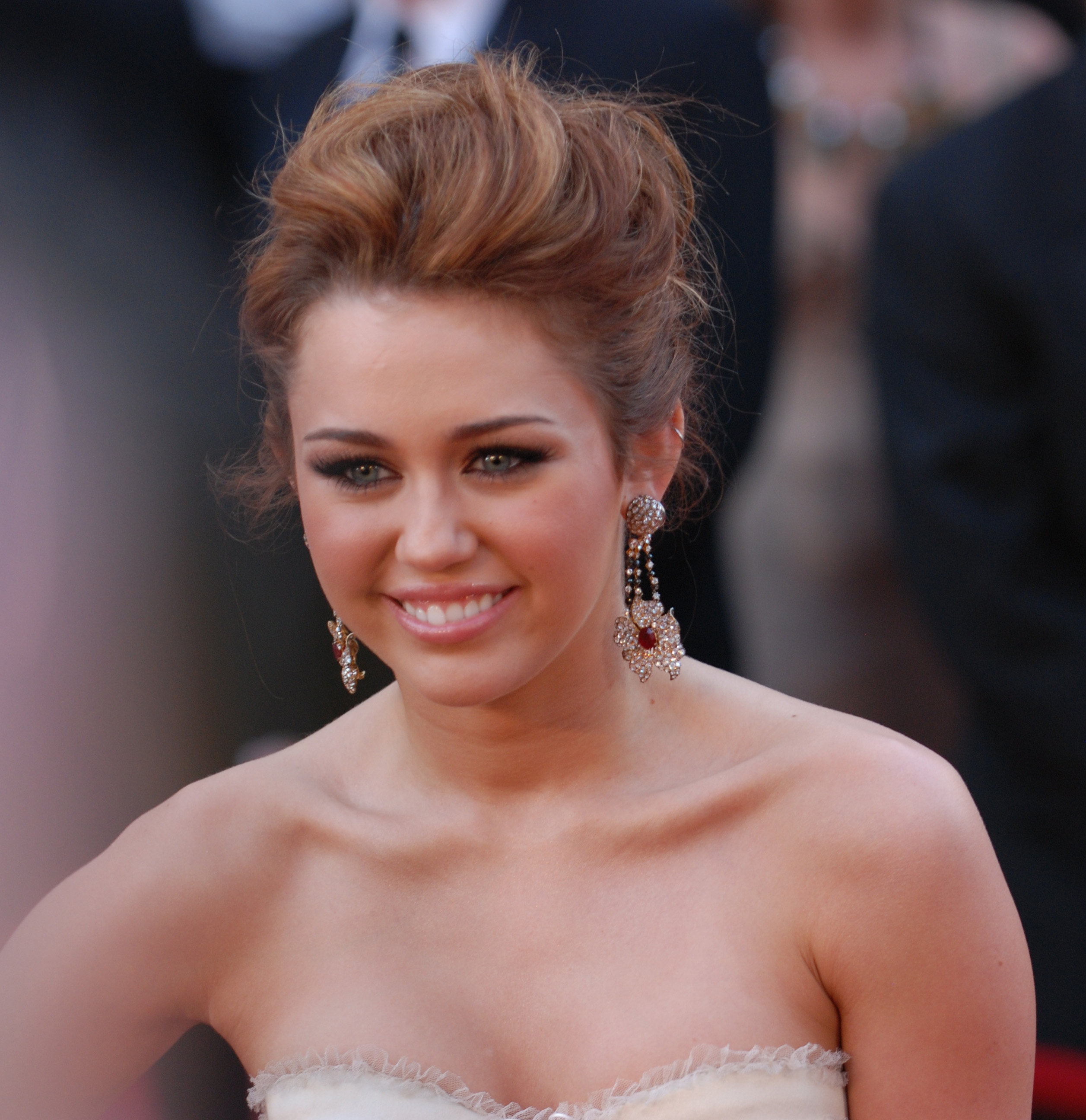

Miley hrála v již zmíněném filmu The Last Song, který měl premiéru na plátnech kin 31. března 2010 a dostal obecně chabé recenze, stejně tak jako výkon Miley. Nicméně film byl komerčně úspěšný, vydělal celosvětově zhruba 88 milionů dolarů. Kritici z Exhibitor Realtions film označili za „úspěšný přechod Miley Cyrus k dospělým rolím“.
Čtvrtá a zároveň poslední sezóna Hannah Montany, nazvaná Hannah Montana Forever, byla uvedena 11. června 2010 v USA, 18. září 2010 v ČR. Konec je naplánovaný na rok 2011. Podle Disney ale pojede rekapitulace všech epizod až do roku 2013. V roce 2010 Miley Cyrus vystoupila také na festivalu Rock in Rio v Lisabonu a Rock in Rio v Madridu. Zde přijala nabídku na několik vlastních koncertních show od producenta Mika Carpy, které proběhnou po odvysílání uvedené rekapitulace všech epizod v roce 2014.
Miley tento rok natáčela další dva filmy, LOL a So Undercover. Premiéry se však dočkaly až v roce 2012.

### 2011: Gypsy Heart Tour

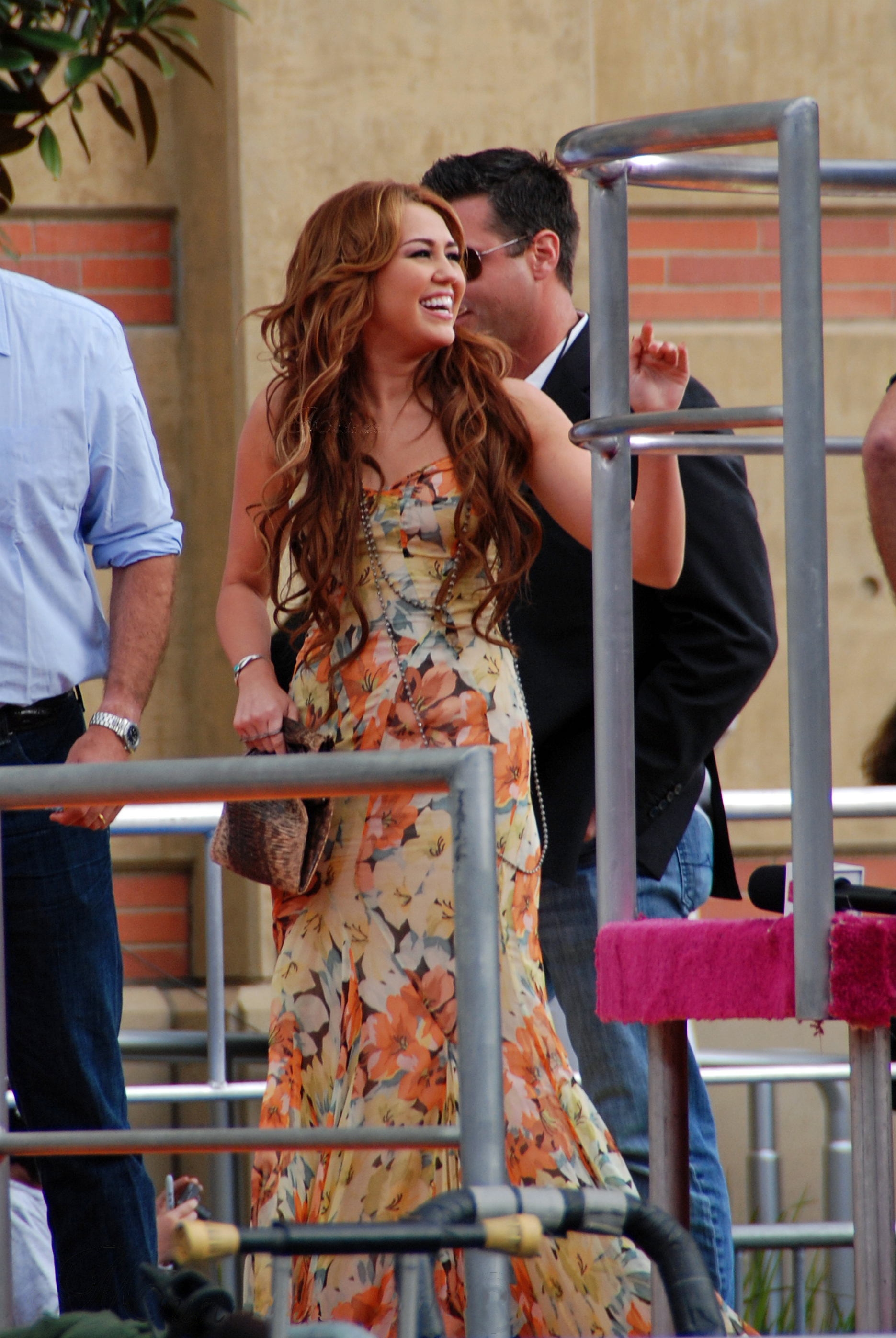
Miley Cyrus na Kid's Choice Awards 2011

V únoru 2011 Miley potvrdila, že udělá prozatím konec s hraním, a vrátí se k hudbě s velkým turné. Miley řekla E!Online: „Teď žádné filmy, jedu na turné.“ Miley také prohlásila, že je fanoušek Nirvany a Radiohead a tak bude píseň „Smells Like Teen Spirit“ zpívat během svého turné Gypsy Heart Tour, začínajícího na konci dubna 2011.
13. února 2011 se Miley Cyrus zúčastnila 53. udílení cen Grammy. V interview potvrdila, že tento rok absolvuje turné. To bude zahrnovat Jižní Ameriku, Asii a Austrálii. Spekulace, že by se turné mělo skládat ze dvou částí, přičemž druhá část by zahrnovala Spojené státy americké a Evropu včetně dlouho uvažované České republiky, se nakonec ukázaly jako liché.
Miley Cyrus 5. března 2011 vystoupila v Saturday Night Live, kde nejen zparodovala mnoho slavných lidí, ale i vystoupila se songem „I'm Sorry That I'm Not Perfect“, kde zpívá o všem, za co ji lidé poslední dobou odsuzovali (tj. kouření bongu, tančení na tyči během vystoupení se svojí písní Party in the USA na Teen Choice Awards). Také se vrátila na Twitter, kde si účet smazala v roce 2009, kvůli nedostatku soukromí.
V březnu 2011, její otec Billy Ray Cyrus v rozhovoru pro The View potvrdil, že Miley jednala s producentem Dr. Luke ohledně nového alba. 29. dubna 2011 se Miley Cyrus vydává na své nové turné pod názvem „Gypsy Heart Tour“, které zahrnovalo Jižní a Střední Ameriku, Filipíny a Austrálii. Miley vysvětlila název takto: „Dříve jsme se hodně stěhovali, jako cikáni. Ale milovala jsem to. Proto Gypsy Heart Tour“. Miley dále uvedla, že nové turné je o šíření lásky po celém světě. Turné skončilo 2. července v Austrálii. V červnu 2011 byla jmenována M(Magazine) nejbohatší teenagerskou hvězdou a to se svým ročním odhadem příjmu okolo 120 miliónů dolarů. Zanechala tak za sebou hvězdy, jako je Justin Bieber, Nick Jonas nebo Selena Gomezová.

### 2011–2012: Zaměření na filmovou kariéru
Po vydání alba Can´t Be Tamed oznámila Miley pauzu od hudby a zaměření na hereckou kariéru. Zároveň oznámila, že neplánuje jít v blízké době na vysokou školu a radši se zaměří na svou kariéru. Později také spolupracovala s hudební stanicí MTV na pár dílech série Punk´d, kde se objevila po boku Kelly Osbourne, Justina Biebera, Khloé Kardashian nebo Liama Hemswortha.
Adele, Miley Cyrus, Darren Criss, Dave Matthews Band, Maroon 5, Elvis Costello, Pete Seeger, Tom Morello, a Ke$ha přispěli do alba Chimnes of Freedom, které vzdává čest Bobu Dylanovi (jde o nové nahrávky jeho skladeb v podání zmíněných hvězd) a Amnesty International (veškeré zisky jdou na její účet). 4-CD set vyšel 24.1.2012. Miley nazpívala písničku 'You're Gonna Make Me Lonesome When You Go'.
V kinech mají premiéru filmy LOL a So Undercover, v obou případech s Miley Cyrus v hlavní roli. První film je remake stejnojmenného francouzského filmu z roku 2008. Miley zde hraje dívku, která se přátelí se všemi špatnými teenagery z okolí, kouří, pije, mluví o sexu, užívá drogy, chodí za školu, její matka se jí přese všechno snaží omlouvat a chránit. Film měl americkou premiéru 4. května 2012. Ve druhém filmu, So Undercover, hraje Miley soukromou detektivku. FBI ji nabídne peníze na urovnání otcových dluhů, když v přestrojení za studentku prestižní univerzity pro ně obstará důležité informace. Filmová premiéra je naplánována na 12. července 2012.
Začátkem roku 2012 se Miley na chvíli vrátila k hudbě když nahrála akustické covery svých oblíbených písniček, které později průběžně nahrávala na YouTube. Koncem roku 2012 se také objevila jako hostující postava v seriálu Dva a Půl Chlapa jako dívka Missi, přítelkyně postavy Jakea Harpera. V květnu 2012 vzbudilo velké rozrušení zasnoubení Miley a jejího přítele Liama Hemswortha. Jejich zasnoubení ale dlouho nevydrželo a začátkem září 2013 jejich management potvrdil jejich definitivní zrušení zásnub a zároveň i rozchod. V srpnu 2012 Miley šokovala svým novým vzhledem – ostříhala se nakrátko a barvy obarvila na blond. Své ostříhané vlasy později darovala charitě a zároveň to okomentovala slovy, že se konečně cítí svá.

### 2013–2015: Bangerz aMiley Cyrus & Her Dead Petz
V roce 2013 si Miley najala nového manažera a opustila Hollywood Records. Později bylo potvrzeno, že podepsala smlouvu s nahrávací společností RCA Records, přes kterou vydala v říjnu novou desku – Bangerz. Pilotním singlem se stala letní párty hymna We Can´t Stop, která byla vydána 3. června 2013. Singl se umístil na druhém místě v Billboard Hot 100. Umístil se také na prvním místě v UK nebo Novém Zélandu. Hudební video později zlomilo VEVO rekordy pro nejvíce zhlédnutí během 24 hodin a nejrychlejšího dosažení 100 milionů zhlédnutí, které později sama utvrdila svým hudebním videem k Wrecking Ball.
Zahájení Bangerz Tour se konalo ve Vancouveru v Kanadě, dne 14. února 2014. Tour zahrnovalo celkem 80 koncertů na 3 kontinentech. Koncerty se konaly v Severní i Jižní Americe, v Austrálii a na Novém Zélandu a v Evropě. Poslední koncert se konal v Australském Perthu, stejně jako při jejím minulém Gypsy Heart Tour. Toto turné se umístilo jako jedno z nejlepších tour v roce 2014. Na koncertech měla Miley Cyrus k dispozici mnoho rekvizit, např. létající Hotdog, obřího psa, speciální podium přímo mezi diváky na akustickou část koncertu, klouzačku představující její vypláznutý jazyk, po kterém se při zahájení koncertu sklouzla. Během 10. série pomáhala v soutěži The Voice.
V srpnu 2015 byla moderátorkou hudebních cen 2015 MTV Video Music Awards a během večera překvapila s vystoupením s novým singlem „Dooo It!“ (2015). Ihned po skončení cen oznámila, že její páté studiové album, Miley Cyrus & Her Dead Petz (2015), bylo vydáno na SoundCloud. Album bylo napsáno a produkováno především Miley a zahrnovalo prvky psychedelického popu, psychedelického rocku, and alternative pop.

### 2016–2017:The Voicea albumYounger Now
V březnu 2016 byla Miley potvrzena jako porotce a kouč do 11. série hudební soutěže The Voice. Stala se tak nejmladším koučem za dobu existence celé show. V září 2016 se objevila v Crisis in Six Scenes, seriálu režírovaném a napsaném Woody Allenem. Během roku 2016 také potvrdila, že je znovu zasnoubená s Liamem Hemsworthem, se kterým se předtím rozešla v roce 2013.
11. května 2017 vydala Miley song „Malibu“, který byl také hlavním a pilotním singlem z nového alba. Vystoupila poté na benefičním koncertě One Love Manchester, na kterém také zazpívala nový song „Inspired“, který byl poté vydán 9. června jako propagační singl k novému albu. Miley oznámila 8. srpna, že její šesté studiové album se bude jmenovat Younger Now a bude vydáno 29. září 2017. Další singl z alba, pojmenovaný Younger Now, byl vydán 18. srpna. V září 2017 nahrála speciální vystoupení pro BBC 1 Live Lounge. Po pauze se také vrátila jako kouč do soutěže The Voice, tentokrát do 13. série. Po skončení poté potvrdila, že se nebude již do The Voice v blízké době vracet.

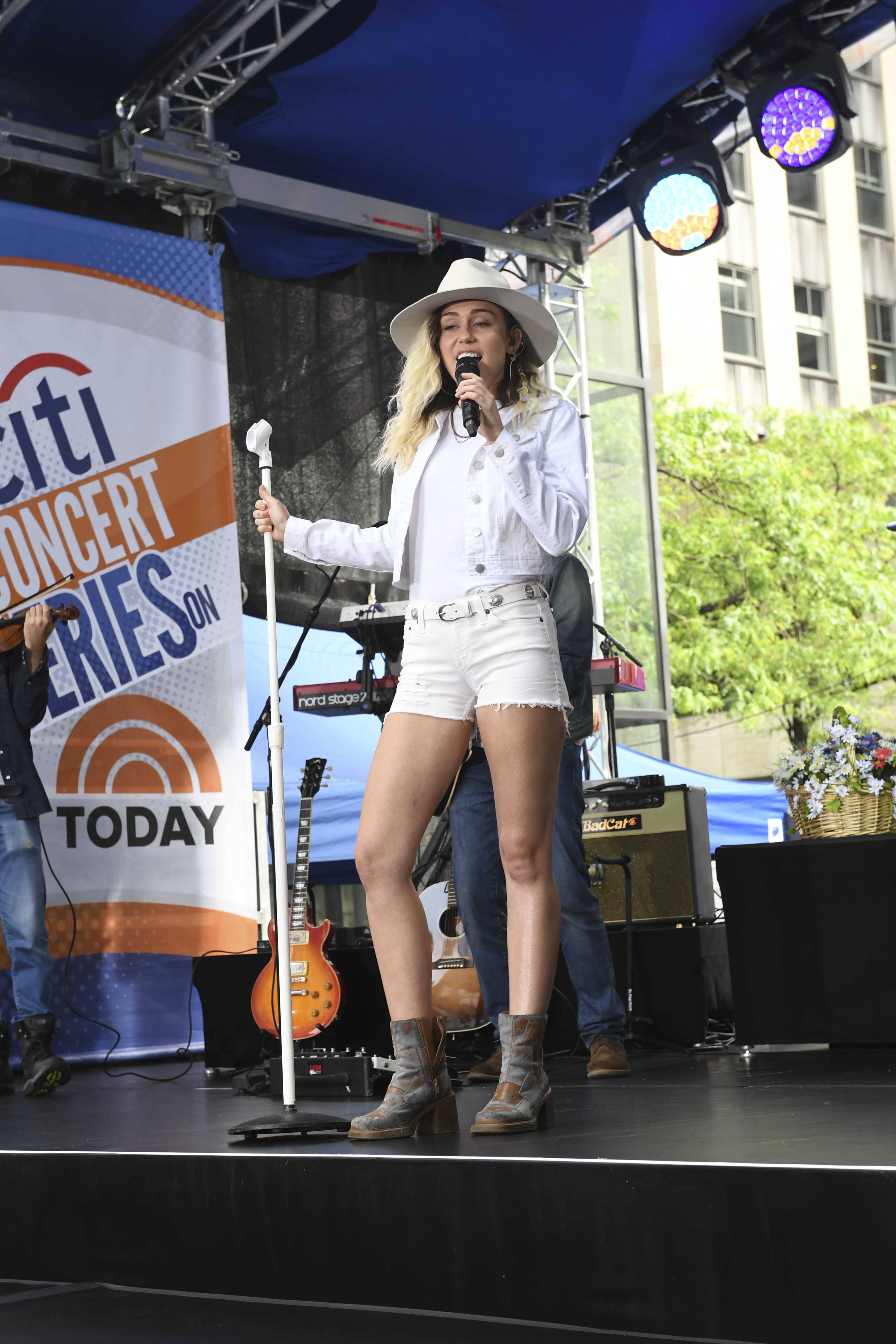
Miley v roce 2017

### 2018–současnost:Plastic Heartsa další projekty
Ještě v září 2017 Miley poodhalila, že už pracuje na dalším albu. Jako hlavní spolupracovníky na albu uvedla Mike Will Made It, Marka Ronsona and Andrewa Wyatta. V létě 2018 Miley začala social media blackout, kdy se veškeré její sociální sítě zahalily do černé barvy a zůstaly tak až do vydání nové hudby. Její první společný song s Markem Ronsonem, „Nothing Breaks Like a Heart“, byl vydán 29. listopadu 2018.
V listopadu 2018 Miley zveřejnila na sociálních sítích, že v důsledku ohromných ničivých požárů v Kalifornii přišla o dům v Malibu. Naštěstí její partner Liam Hemsworth včas zareagoval a podařilo se mu z domova dostat všechna jejich zvířata a zachránit je a také sebe. V té době se Miley nacházela v Jižní Africe, kde natáčela nový díl seriálu Černé zrcadlo. Na oběti a nápravu škod požáru v Kalifornii darovala Miley společně s partnerem Liamem přes 500 tisíc dolarů.
31. května 2019 Miley oznámila album She Is Miley Cyrus s detaily. Album se mělo skládat ze tří EP, které vždy měly obsahovat 6 písní. První EP She Is Coming bylo vydáno ve stejný den. Druhé EP She Is Here mělo být vydáno v létě 2019 a poslední EP She Is Everything s albem mělo vyjít na podzim, nicméně vyšlo jen první EP.
V roce 2019 natočila nový singl společně s Arianou Grande a Lanou Del Rey „Don't Call Me Angel“ k novému filmu Charlieho andílci. Singl byl vydán dne 13. září 2019.

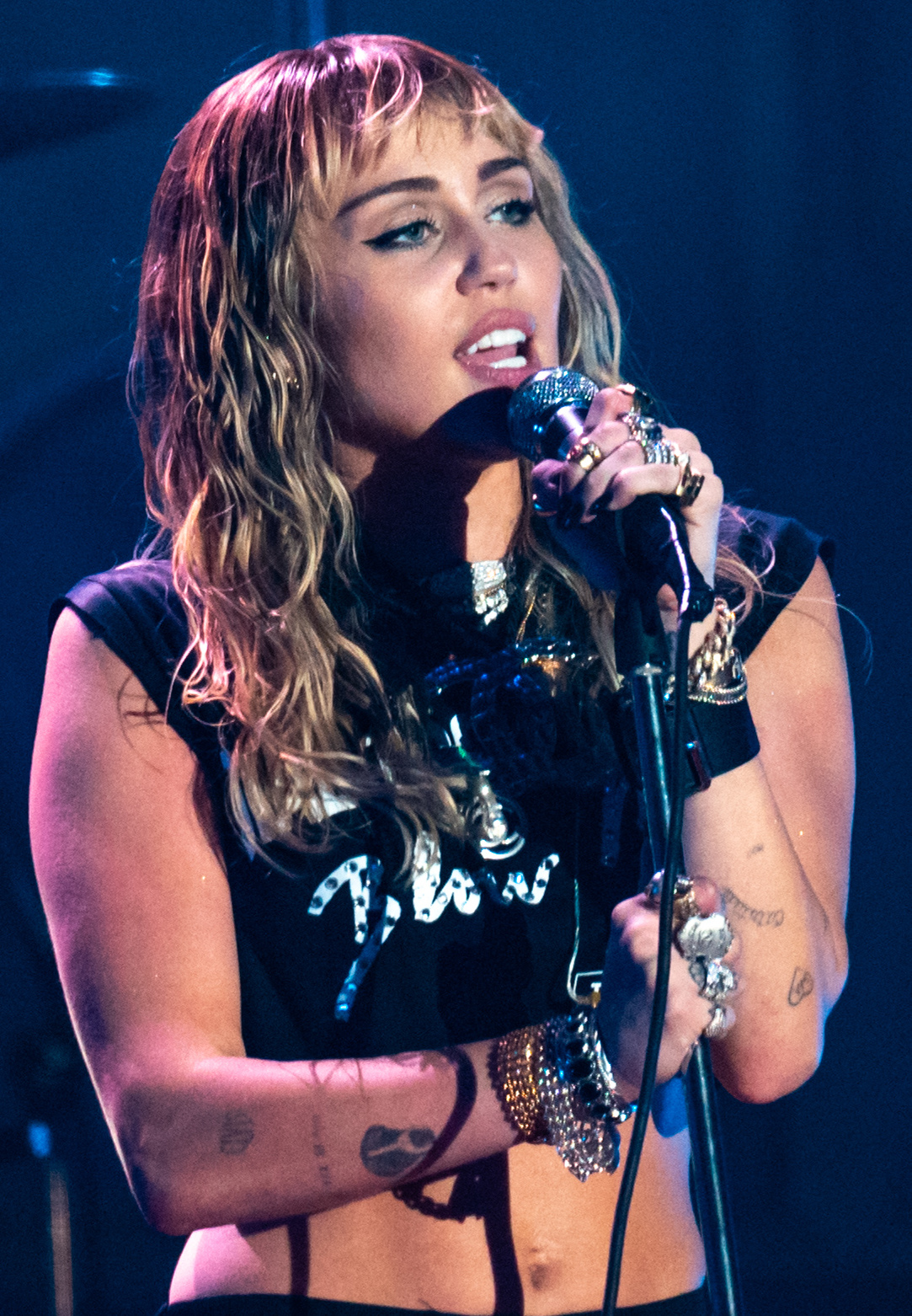
Miley v roce 2019 v Barceloně

Kvůli konci jejího vztahu s manželem Liamem Hemsworthem v srpnu 2019, zdravotním problémům s hlasivky a jejich operacì v listopadu 2019 a také pandemii koronaviru v roce 2020 se datum vydání alba několikrát posunulo. Album nakonec vyšlo 27. listopadu 2020 pod názvem Plastic Hearts, prošlo několika změnami a neobsahuje žádnou z vydaných písní z roku 2019, které původně měly být součástí alba.

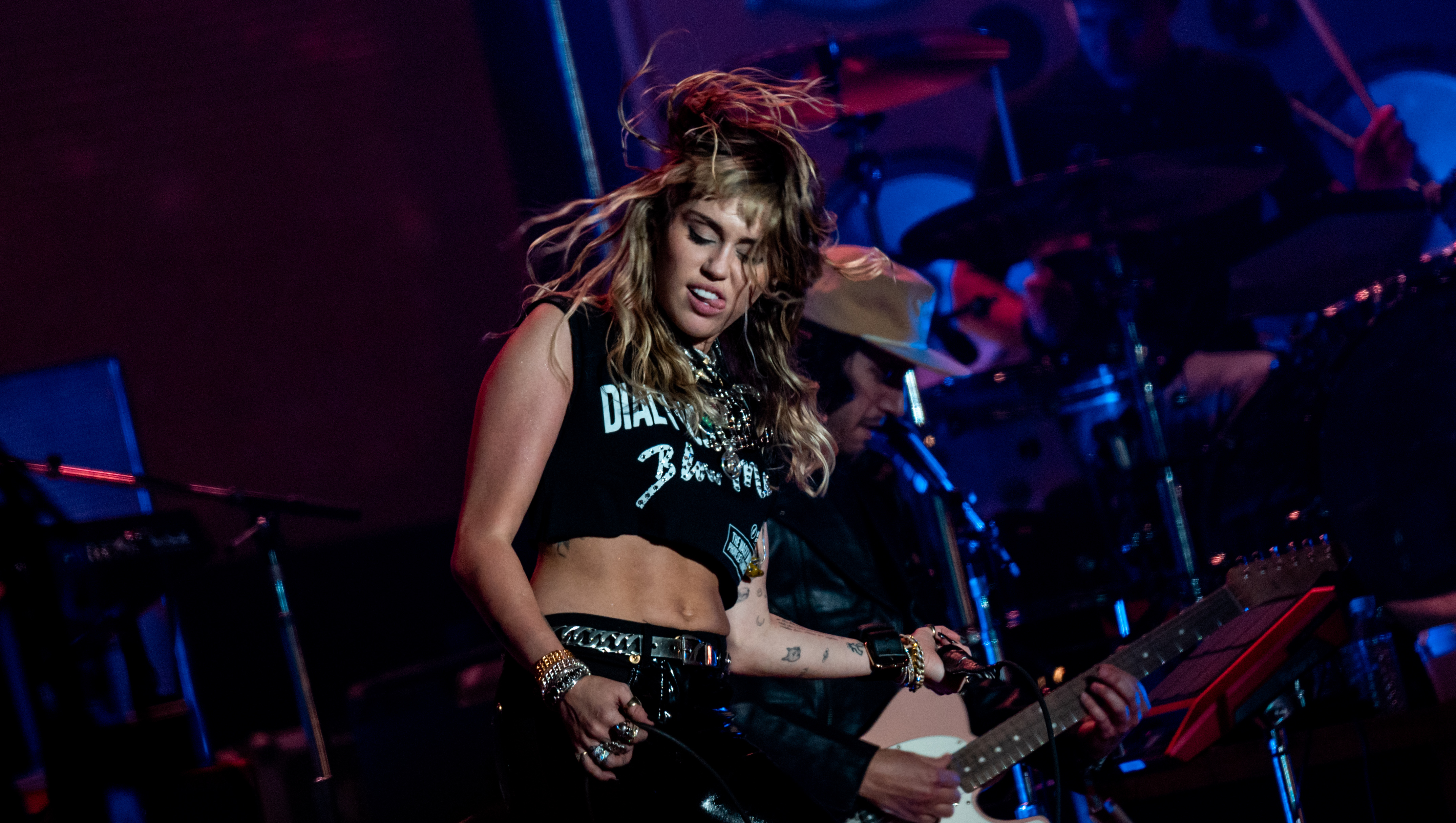
Miley v roce 2019 v Barceloně

## Filmografie
| Rok       | Název                                                    | Role                         | Poznámky                                                     |
| --------- | -------------------------------------------------------- | ---------------------------- | ------------------------------------------------------------ |
| 2003      | Velká ryba                                               | Ruthie                       | Uvedena jako „Destiny Cyrus“                                 |
| 2007      | Muzikál ze střední 2                                     | Dívka u bazénu               | cameo                                                        |
| 2008      | Hannah Montana a Miley Stewart: To nejlepší z obou světů | Hannah Montana/Miley Stewart | Hlavní role                                                  |
| 2008      | Bolt                                                     | Penny (hlas)                 |                                                              |
| 2009      | Hannah Montana: The Movie                                | Miley Stewart/Hannah Montana | Hlavní role                                                  |
| 2010      | Poslední píseň                                           | Veronica „Ronnie“ Miller     | Hlavní role                                                  |
| 2010      | Sex ve městě 2                                           | Sama sebe                    | Miniaturní role                                              |
| 2012      | LOL                                                      | Lola                         | Hlavní role                                                  |
| 2012      | Kočka                                                    | Molly Morris                 | Hlavní role                                                  |
| 2014      | Miley Cyrus: Tongue Tired                                | Sama sebe                    | Krátký film                                                  |
| 2015      | Jeremy Scott: The People's Designer                      | Sama sebe                    | Dokument                                                     |
| 2015      | Byla to divoká noc                                       | Sama sebe                    | Cameo                                                        |
| 2015      | A Very Murray Christmas                                  | Sama sebe                    |                                                              |
| 2017      | Strážci Galaxie Vol. 2                                   | Mainframe (hlas)             | Cameo                                                        |
| 2019      | Jonas Brothers: Chasing Happiness                        | Sama sebe                    | Dokument                                                     |
| Televize  |                                                          |                              |                                                              |
| Rok       | Název                                                    | Role                         | Poznámky                                                     |
| 2003      | Doc                                                      | Kylie                        | Speciální host                                               |
| 2006      | Sladký život Zacka a Codyho                              | Miley Stewart/Hannah Montana | „That's So Suite Life of Hannah Montana“ (společná epizoda)  |
| 2006–2011 | Hannah Montana                                           | Miley Stewart/Hannah Montana | Jedna z hlavních rolí                                        |
| 2007      | Vladařova nová škola                                     | Yatta (Hlas)                 |                                                              |
| 2007      | 2007 Disney Channel Games                                | Sama sebe                    | Disney Channel speciál                                       |
| 2007–2008 | Náhradníci                                               | Celebrita (hlas)             |                                                              |
| 2008      | Studio DC: Almost Live                                   | Sama sebe                    | Disney Channel speciál                                       |
| 2009      | Sladký život na moři                                     | Miley Stewart/Hannah Montana | „Wizards on Deck with Hannah Montana“ (společná epizoda)     |
| 2012      | Dva a půl chlapa                                         | Missi                        | díly: „Ty víš, na co je lízátko“ a „Vyhni se čínský hořčici“ |
| 2012      | Napálené celebrity                                       | Sama sebe                    | 2 díly                                                       |
| 2013      | Miley: The Movement                                      | Sama sebe                    | TV speciál                                                   |
| 2013      | Styled to Rock                                           | Sama sebe                    | díl: „Miley's Sexy Night Out“                                |
| 2013      | 21 Candies: Miley's MTV Moments                          | Sama sebe                    | TV speciál                                                   |
| 2013      | Saturday Night Live                                      | Host/hudební host            | díl: „Miley Cyrus“                                           |
| 2014      | Miley Cyrus: Bangerz Tour                                | Sama sebe                    | TV speciál                                                   |
| 2015      | Saturday Night Live                                      | Sama sebe                    | díl: „Miley Cyrus“                                           |
| 2015      | Stone Quackers                                           | Prase na skateboardu (hlas)  | díl: „A Farawell to Kings“/„The Bug Show“                    |
| 2016      | The Voice                                                | Porotce/Kouč                 | 10. řada (poradce), 11. řada(kouč)                           |
| 2016      | Crisis in Six Scenes                                     | Lennie Dale                  | Hlavní role, 5 dílů                                          |
| 2016      | The Ellen DeGeneres Show                                 | Sama sebe                    | Moderátorka (zástupce za Ellen DeGeneres)                    |
| 2017      | Carpool Karaoke: The Series                              | Sama sebe                    | 2 díly                                                       |
| 2019      | Ru Paul's Drag Race                                      | Sama sebe                    | Hostující porotce (11. řada,1. díl)                          |
| 2019      | Černé zrcadlo                                            | Ashley O / Ashley Too (hlas) | díl: „Rachel, Jack and Ashley Too“                           |

## Diskografie

### jako Miley Cyrus

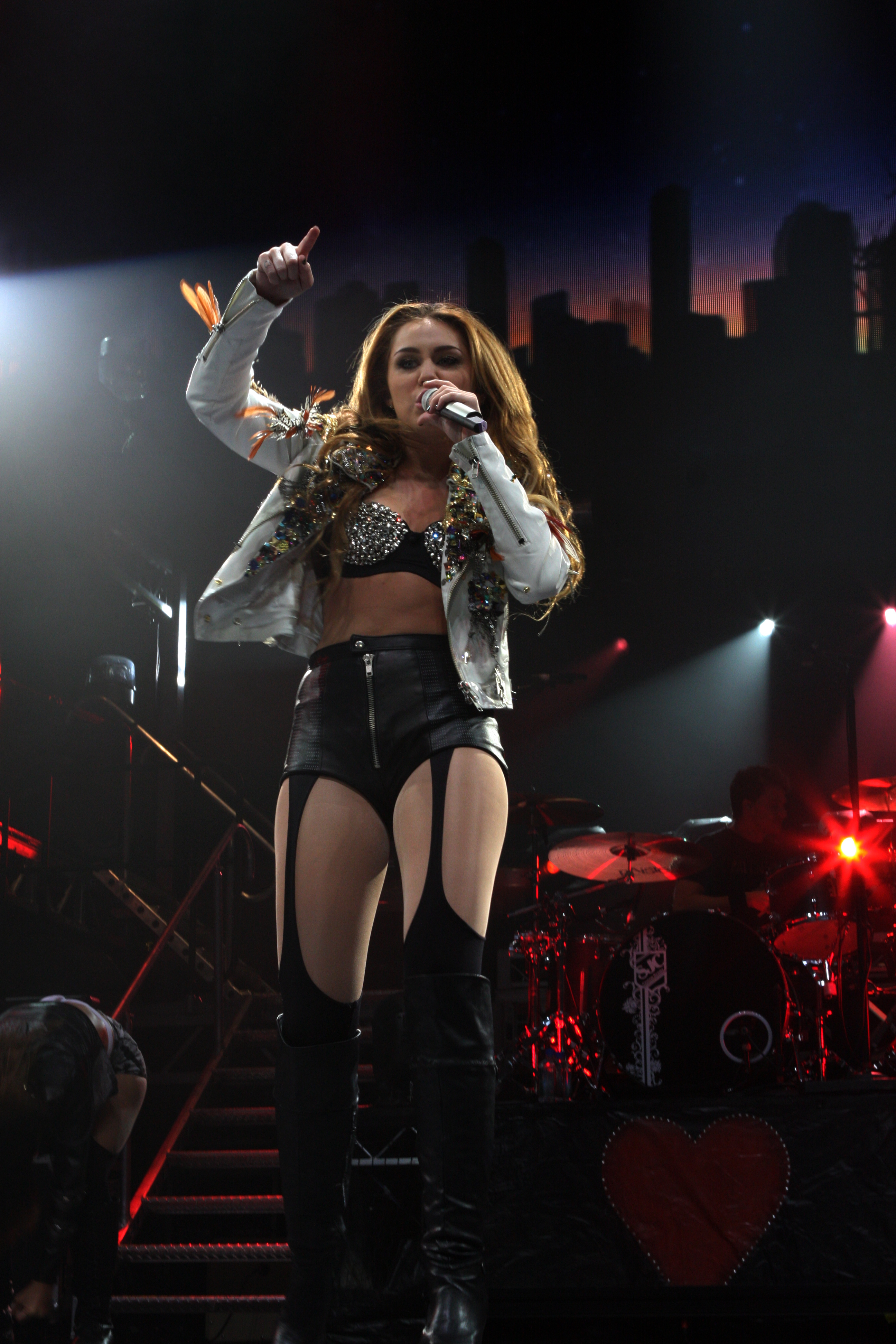
Miley Cyrus na svém Gypsy Heart Tour

#### EP
| Rok  | Album                                                                 | Nejvyšší umístění v hitparádě | Nejvyšší umístění v hitparádě | Nejvyšší umístění v hitparádě | Nejvyšší umístění v hitparádě | Certifikace                                                           |
| Rok  | Album                                                                 | US 200                        | CAN                           | UK                            | AUS                           | Certifikace                                                           |
| ---- | --------------------------------------------------------------------- | ----------------------------- | ----------------------------- | ----------------------------- | ----------------------------- | --------------------------------------------------------------------- |
| 2009 | The Time of Our Lives - Vydáno: 28. srpna 2009 - Vydavatel: Hollywood | 2                             | 9                             | 17                            | 11                            | - US: platinová - UK: zlatá - AUS: zlatá - NZ: zlatá - IRL: platinová |
| 2019 | She Is Coming - Vydáno: 31. března 2019 - Vydavatel: RCA              | 5                             | 4                             | 18                            | 10                            |                                                                       |
| 2019 | She Is Here - Vydáno: 2019 - Vydavatel: RCA                           | bude vydáno                   | bude vydáno                   | bude vydáno                   | bude vydáno                   | bude vydáno                                                           |
| 2019 | She Is Everything - Vydáno: 2019 - Vydavatel: RCA                     | bude vydáno                   | bude vydáno                   | bude vydáno                   | bude vydáno                   | bude vydáno                                                           |

#### Studiová alba
| Rok  | Album                                                                               | Nejvyšší umístění v hitparádě | Nejvyšší umístění v hitparádě | Nejvyšší umístění v hitparádě | Nejvyšší umístění v hitparádě | Certifikace                                                                                    |
| Rok  | Album                                                                               | US 200                        | CAN                           | UK                            | AUS                           | Certifikace                                                                                    |
| ---- | ----------------------------------------------------------------------------------- | ----------------------------- | ----------------------------- | ----------------------------- | ----------------------------- | ---------------------------------------------------------------------------------------------- |
| 2007 | Meet Miley Cyrus - Vydáno: 26. června 2007 - Vydavatel: Walt Disney, Hollywood      | 1                             | 3                             | –                             | 20                            | - US: 3x platinová - CAN: 2x platinová - UK: zlatá - AUS: platinová - NZ: zlatá                |
| 2008 | Breakout - Vydáno: 22. července 2008 - Vydavatel: Hollywood                         | 1                             | 1                             | 10                            | 1                             | - US: platinová - AUS: platinová - UK: platinová - NZ: platinová - GER: zlatá - IRL: platinová |
| 2010 | Can't Be Tamed - Vydáno: 19. června 2010 - Vydavatel: Hollywood                     | 3                             | 2                             | 8                             | 4                             | - AUS: zlatá - UK: stříbrná                                                                    |
| 2015 | Bangerz - Vydáno: 8. října 2013 - Vydavatel: RCA                                    | 1                             | 1                             | 1                             | 1                             | - US: 3x platinová - AUS: platinová - UK: zlatá - CAN: 2x platinová - NOR: zlatá               |
| 2015 | Miley Cyrus & Her Dead Petz - Vydáno: 30. srpna 2015 - Vydavatel: RCA, Smiley Miley | –                             | –                             | –                             | –                             |                                                                                                |
| 2017 | Younger Now - Vydáno: 30. srpna 2015 - Vydavatel: RCA                               | 5                             | 3                             | 8                             | 2                             | - CAN: zlatá                                                                                   |
| 2020 | Plastic Hearts - Vydáno: 27. listopadu 2020 - Vydavatel: RCA                        | 2                             | 1                             | 4                             | 3                             | - AUS: zlatá - UK: zlatá - ITA: zlatá - NOR: zlatá - NZ: zlatá                                 |
| 2023 | Endless Summer Vacation - Vydáno: 10. března 2023 - Vydavatel: RCA                  | –                             | –                             | –                             | –                             |                                                                                                |
| 2025 | Something Beautiful - Vydáno: 2025                                                  |                               |                               |                               |                               |                                                                                                |

#### Živá alba
| Rok  | Album | Nejvyšší umístění v hitparádě | Nejvyšší umístění v hitparádě | Nejvyšší umístění v hitparádě | Nejvyšší umístění v hitparádě | Certifikace  |
| Rok  | Album | US 200                        | CAN                           | UK                            | AUS                           | Certifikace  |
| ---- | --- | ----------------------------- | ----------------------------- | ----------------------------- | ----------------------------- | ------------ |
| 2008 | Hannah Montana & Miley Cyrus: Best of Both Worlds Concert - Vydáno: 11. března 2008 - Vydavatel: Walt Disney, Hollywood | 3                             | 3                             | 29                            | 16                            | - AUS: zlatá |

#### Video alba
| Rok  | Album                                                             | Nejvyšší umístění v hitparádě | Nejvyšší umístění v hitparádě | Nejvyšší umístění v hitparádě | Certifikace |
| Rok  | Album                                                             | US                            | UK                            | AUS                           | Certifikace |
| ---- | ----------------------------------------------------------------- | ----------------------------- | ----------------------------- | ----------------------------- | ----------- |
| 2010 | Live from London - Vydáno: 21. června 2010 - Vydavatel: Hollywood | –                             | –                             | –                             |             |
| 2015 | Bangerz Tour - Vydáno: 23. března 2015 - Vydavatel: RCA           | 1                             | 2                             | 1                             |             |

### Jako Hannah Montana
| Rok  | Album                                                                        | Nejvyšší umístění v hitparádě | Nejvyšší umístění v hitparádě | Nejvyšší umístění v hitparádě | Nejvyšší umístění v hitparádě | Certifikace                                                                     |
| Rok  | Album                                                                        | US 200                        | CAN                           | UK                            | AUS                           | Certifikace                                                                     |
| ---- | ---------------------------------------------------------------------------- | ----------------------------- | ----------------------------- | ----------------------------- | ----------------------------- | ------------------------------------------------------------------------------- |
| 2007 | Hannah Montana - Vydáno: 24. října 2006 - Vydavatel: Walt Disney             | 1                             | 10                            | 7                             | 35                            | - US: 3x platinová - BRA: zlatá - CAN: zlatá - UK: stříbrná - NZ: zlatá         |
| 2007 | Hannah Montana 2 - Vydáno: 26. června 2007 - Vydavatel: Walt Disney          | 1                             | 3                             | 8                             | 20                            | - US: 4x platinová - AUS: platinová - CAN: 2x platinová - UK: zlatá - NZ: zlatá |
| 2009 | Hannah Montana: The Movie - Vydáno: 23. března 2009 - Vydavatel: Walt Disney | 1                             | 1                             | 3                             | 6                             | - US: 2x platinová - BRA: zlatá - NZ: platinová - AUS: platinová                |
| 2009 | Hannah Montana 3 - Vydáno: 26. června 2007 - Vydavatel: Walt Disney          | 2                             | 2                             | 5                             | 27                            | - US: 2x platinová - IRL: zlatá                                                 |
| 2010 | Hannah Montana Forever - Vydáno: 15. října 2010 - Vydavatel: Walt Disney     | 11                            | –                             | 38                            | 66                            | - BRA: zlatá                                                                    |

## Turné

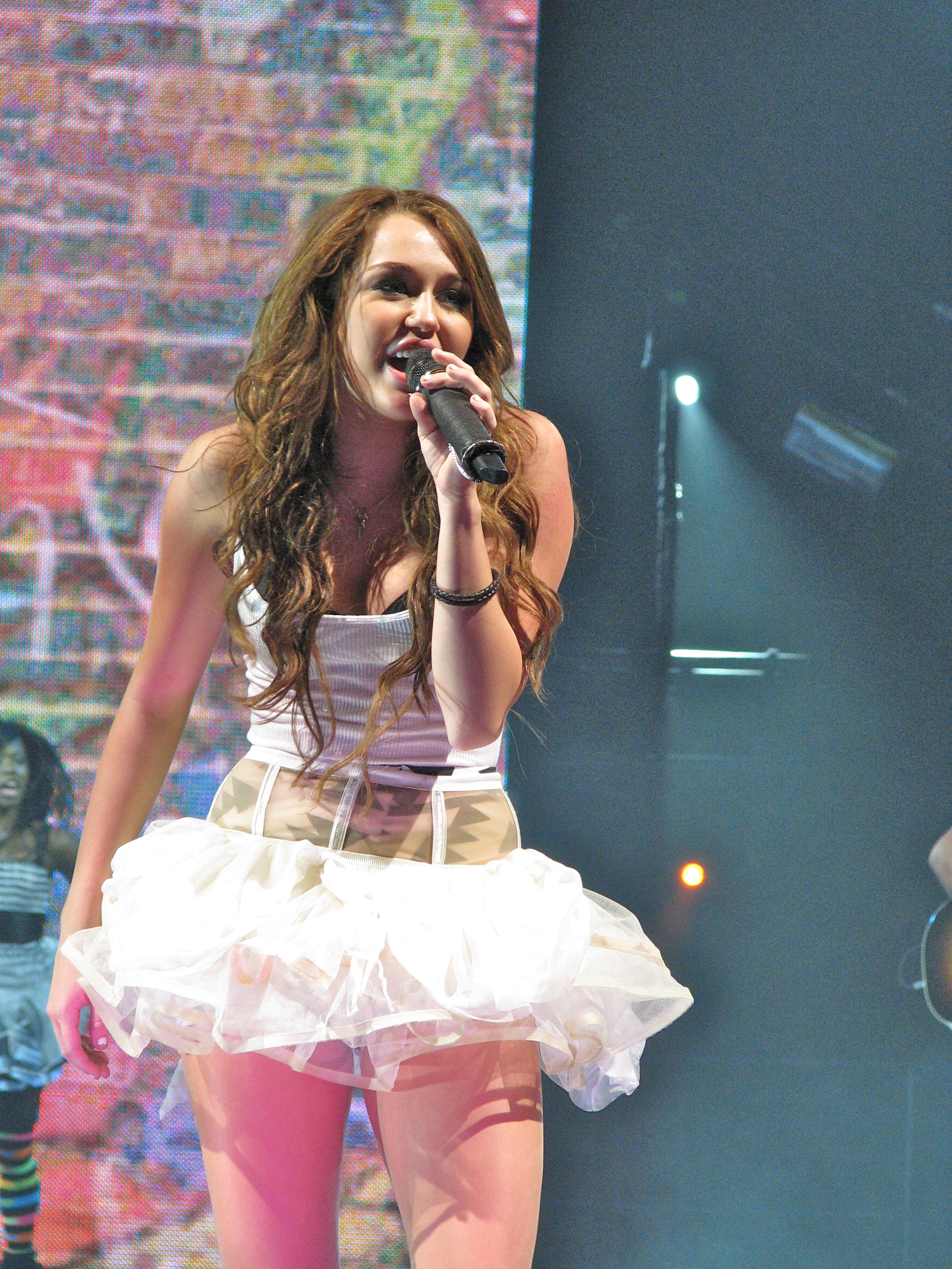
Miley Cyrus zpívá „Hoedown Throwdown“ na Wonder World Tour

Debutové koncertní turné Miley Cyrus, Best of Both Worlds Tour, proběhlo v roce 2007 pouze v Severní Americe. Miley na turné vystupovala jako ona sama a jako své fiktivní alter ego Hannah Montana a vyhrála cenu 2008 Billboard Touring Award za průlomové představení na turné. Turné bylo nakonec zpracováno v koncertní film s názvem Hannah Montana a Miley Cyrus: To nejlepší z obou světů. Film se při svém uvedení stal v prodejnosti lístků číslem jedna a s celkovým výdělkem kolem 70 milionů dolarů byl alespoň dočasně nejúspěšnějším koncertním filmem všech dob (než jej v roce 2009 předstihl Michael Jackson's This Is It).
Její druhé koncertní turné, Wonder World Tour (první,které nemá s jejím alter egem, Hannah Montana, nic společného) se konalo v roce 2009. Turné bylo první, které zahrnovalo i koncerty mimo USA, ve Spojeném království a v Irsku.
V roce 2011 absolvovala Miley Cyrus svoje třetí turné pod názvem Gypsy Heart Tour. V jeho obsahu se objevily známé písně Miley Cyrus, ale i coververze některých písní, především od Joan Jett. Turné bylo oficiálně zahájeno 29. dubna 2011 prvním koncertem v Ekvádoru. Následovaly další koncerty v Jižní a Střední Americe, na Filipínách a v Austrálii. Závěrečný koncert se konal 2. července 2011 v Perthu.
V roce 2015 probíhalo turné Milky Milky Milk Tour, které podporovala vydané páté studiové album Miley Cyrus & Her Dead Petz. Miley navštívila osm měst ve Spojených státech a v Kanadě. Turné začalo 19. listopadu 2015 v Chicagu a poslední vystoupení proběhlo 19. prosince 2015 v Los Angeles. Na turné ji podporovali The Flaming Lips a Dan Deacon.